# Verteidigungsbezirkskommando 26
Das Verteidigungsbezirkskommando 26 war ein Verteidigungsbezirkskommando der Bundeswehr mit Sitz des Stabes in Stade. Hauptaufgabe des Kommandos war die territoriale Verteidigung in seinem Verteidigungsbezirk.

## Geschichte

### Aufstellung
Das Verteidigungsbezirkskommando wurde zur Einnahme der Heeresstruktur II in den 1960er-Jahren als Teil des Territorialheeres ausgeplant und dem Befehlshaber im Wehrbereich II unterstellt. Angelehnt an die zivile Verwaltungsgliederung entsprach der Verteidigungsbezirk in etwa dem Regierungsbezirk Stade. Entsprechend war der Standort des Stabs Stade.

### Auflösung
Bis 1978 wurde der Regierungsbezirk Stade aufgelöst. Sein Gebiet wurde größtenteils dem Regierungsbezirk Lüneburg eingegliedert. Entsprechend wurde das Verteidigungsbezirkskommando 26 außer Dienst gestellt und sein Verteidigungsbezirk dem Verteidigungsbezirk 25 zugeschlagen. Das Verteidigungsbezirkskommando 25 mit Sitz des Stabes in Lüneburg war auch bisher für den (noch wesentlich kleineren) Regierungsbezirk Lüneburg zuständig.

## Gliederung
Das Verteidigungsbezirkskommando umfasste wie die meisten Truppenteile des Territorialheeres nur wenige aktive Soldaten. Erst im Verteidigungsfall konnte das Verteidigungsbezirkskommando durch die Einberufung von Reservisten und die Mobilmachung eingelagerten und zivilen Materials auf eine Truppenstärke anwachsen, die zuletzt etwa einer Brigade des Feldheeres entsprach. Die längste Zeit seines Bestehens untergliederte sich das Verteidigungsbezirkskommando, abgeleitet von der zivilen Verwaltungsgliederung, noch weiter in unterstellte Verteidigungskreiskommandos.

## Verbandsabzeichen
Das Verteidigungsbezirkskommando 26 führte aufgrund seiner Ausplanung als überwiegend nicht aktiver Truppenteil kein eigenes Verbandsabzeichen. Die wenigen aktiven Soldaten trugen daher das Verbandsabzeichen des übergeordneten Wehrbereichskommandos.
Als „Abzeichen“ wurde für einige der anderen Verteidigungsbezirkskommandos daher unpräzise manchmal das interne Verbandsabzeichen des Stabes und der Stabskompanie „pars pro toto“ für das gesamte Verteidigungsbezirkskommando genutzt. Das Verteidigungsbezirkskommando 26 wurde jedoch bis etwa 1978, also kurz vor der Einführung der internen Verbandsabzeichen in die Bundeswehr um 1980, aufgelöst und führte demzufolge nie ein internes Verbandsabzeichen.